# Кристек, Ярослав
Я́рослав Кри́стек (чеш. Jaroslav Kristek; 16 марта 1980, Готвальдов, Чехословакия) — чешский хоккеист, крайний нападающий. Воспитанник клуба «Злин». Мастер спорта Республики Беларусь международного класса (2015).

## Карьера
Ярослав Кристек начал свою профессиональную карьеру в 1997 году в составе родного клуба чешской Экстралиги «Злин», выступая до этого за его фарм-клуб. В своём дебютном сезоне Ярослав провёл на площадке 37 матчей, набрав 10 (2+8) очков. В следующем году на драфте НХЛ он был выбран во 2 раунде под общим 50 номером клубом «Баффало Сейбрз», а на драфте Канадской хоккейной лиги он был выбран уже в 1 раунде под общим 4 номером клубом «Трай-Сити Американс».
Перед началом сезона 1998/99 Кристек принял решение отправиться в Северную Америку, где он стал выступать как раз в составе «Трай-Сити» в Западной хоккейной лиге. В своём первом сезоне за океаном Ярослав сумел набрать 93 (42+51) очка в 82 проведённых матчах, добавив к ним 51 (26+25) очко в 47 играх сезона 1999/00, благодаря чему ему был предложен контракт с системой «Баффало».
Таким образом, сезон 2000/01 Ярослав начал в составе фарм-клуба «Сейбрз» «Рочестер Американс», где в течение последующих двух лет он никак не мог показать достойной игры, набирая в среднем меньше десяти очков за сезон. Тем не менее, в сезоне 2002/03 он, наконец, вышел на прежний уровень, в 47 матчах набрав 32 (15+17) очка. Более того, 10 января 2003 года в матче против «Бостон Брюинз» Кристек дебютировал в НХЛ. Всего в том сезоне он сыграл 6 матчей в составе «клинков», не набрав ни одного очка, и проводя на площадке больше 11 минут за игру.
Несмотря на это, перед стартом нового сезона Ярослав принял решение вернуться на Родину, подписав контракт с пражской «Спартой». Тем не менее, пройдя с клубом предсезонную подготовку, перед самым началом турнира он стал игроком «Ческе-Будеёвице», в составе которого он в итоге набрал 29 (15+14) очков в 56 проведённых матчах. Однако для самого клуба сезон закончился неудачно — он занял последнее место и покинул элитный дивизион, сразу после чего Кристек заключил соглашение с родным «Злином». В том же году Ярослав впервые в своей карьере поднялся на пьедестал почёта чешских первенств, завоевав серебряные медали.
В «Злине» Кристек выступал на протяжении трёх с половиной сезонов, набрав за это время 45 (22+23) очков в 147 матчах. В середине сезона 2006/07 Ярослав перешёл в клуб «Энергия», с которым в 2009 году он стал чемпионом страны. В составе команды из Карловых Вар Кристек в 190 проведённых матчах сумел набрать 82 (46+36) очка, однако 26 января 2010 года он, неожиданно для многих, был обменян обратно в «Злин» на Давида Носека.
Перед началом сезона 2010/11 Ярослав отправился в тренировочный лагерь попрадского «Льва», который в том году должен был дебютировать в Континентальной хоккейной лиге, однако после того как стало известно об исключении команды из списка участников, он покинул клуб и подписал контракт со словацким клубом «Кошице». В составе своего нового клуба Кристек стал чемпионом страны, в 69 матчах отметившись 59 (19+40) набранными очками, после чего он вновь вернулся в «Лев», который, наконец, был принят в КХЛ. 12 сентября 2011 года в матче против магнитогорского «Металлурга» Ярослав дебютировал в лиге, а спустя месяц в игре с новокузнецким «Металлургом» забросил свою первую шайбу в КХЛ.
1 февраля 2012 года Кристек, проведя к тому времени за «Лев» 39 матчей, и набрав 16 (10+6) очков, был вновь отдан в аренду в «Кошице».
После окончания сезона стал игроком клуба «Неман», выступающего в Белорусской экстралиге. Также играл в Германии за «Криммичау», с 2017 по 2020 год играл во Франции, сначала 1 сезон за «Брест», потом 2 сезона за «Куршевель».

### Международная
В составе сборной Чехии Ярослав Кристек принимал участие в юниорском чемпионате Европы 1998 года, на котором чехи заняли 4 место, а сам Ярослав набрал 6 (4+2) очков в 6 проведённых матчах. Также Кристек выступал на молодёжном первенстве мира 2000 года, став вместе с командой победителем турнира, отметившись 6 (5+1) очками в 7 матчах.

### Достижения
- Чемпион мира среди молодёжи 2000.
- Серебряный призёр чемпионата Чехии (2): 2005, 2008.
- Лучший снайпер плей-офф чемпионата Чехии 2008.
- Чемпион Чехии 2009.
- Чемпион Словакии 2011.
- Чемпион Беларуси (2): 2013 и 2014.
- Обладатель Континентального кубка 2015.
- Обладатель Кубка Польши 2017.
- Серебряный призёр чемпионата Польши 2017.
- Лучший бомбардир (56 очков), снайпер (24 шайбы) и ассистент (32 передачи) 3-й французской лиги 2019.

## Статистика выступлений
Последнее обновление: 1 февраля 2012 года
|                 |                     |                 | Регулярный сезон | Регулярный сезон | Регулярный сезон | Регулярный сезон | Регулярный сезон | Регулярный сезон | Плей-офф | Плей-офф | Плей-офф | Плей-офф | Плей-офф | Плей-офф |
| Сезон           | Команда             | Лига            | Игр              | Г                | П                | Очк              | +/-              | Штр              | Игр      | Г        | П        | Очк      | +/-      | Штр      |
| --------------- | ------------------- | --------------- | ---------------- | ---------------- | ---------------- | ---------------- | ---------------- | ---------------- | -------- | -------- | -------- | -------- | -------- | -------- |
| 1997/98         | Злин                | Ч. Экстралига   | 37               | 2                | 8                | 10               | --               | 20               | —        | —        | —        | —        | —        | —        |
| 1997/98         | Простеёв            | 1.liga          | 4                | 0                | 0                | 0                | --               | 0                | —        | —        | —        | —        | —        | —        |
| 1998/99         | Трай-Сити Американс | WHL             | 70               | 38               | 48               | 86               | +30              | 55               | 12       | 4        | 3        | 7        | --       | 2        |
| 1999/00         | Трай-Сити Американс | WHL             | 45               | 26               | 25               | 51               | +5               | 16               | 2        | 0        | 0        | 0        | -4       | 0        |
| 2000/01         | Рочестер Американс  | АХЛ             | 35               | 5                | 3                | 8                | --               | 20               | —        | —        | —        | —        | —        | —        |
| 2001/02         | Рочестер Американс  | АХЛ             | 43               | 3                | 6                | 9                | --               | 20               | 1        | 0        | 0        | 0        | -1       | 0        |
| 2002/03         | Рочестер Американс  | АХЛ             | 47               | 15               | 17               | 32               | +3               | 24               | —        | —        | —        | —        | —        | —        |
| 2002/03         | Баффало Сейбрз      | НХЛ             | 6                | 0                | 0                | 0                | -2               | 4                | —        | —        | —        | —        | —        | —        |
| 2003/04         | Ческе-Будеёвице     | Ч. Экстралига   | 52               | 12               | 14               | 26               | -5               | 24               | 4        | 3        | 0        | 3        | --       | 21       |
| 2004/05         | Злин                | Ч. Экстралига   | 45               | 5                | 10               | 15               | --               | 14               | 16       | 2        | 2        | 4        | -1       | 6        |
| 2005            | Злин                | КЕЧ             | 2                | 1                | 0                | 1                | +1               | 2                | —        | —        | —        | —        | —        | —        |
| 2005/06         | Злин                | Ч. Экстралига   | 52               | 11               | 6                | 17               | --               | 38               | 6        | 0        | 0        | 0        | -1       | 2        |
| 2006/07         | Злин                | Ч. Экстралига   | 26               | 3                | 5                | 8                | -4               | 10               | —        | —        | —        | —        | —        | —        |
| 2006/07         | Энергия             | Ч. Экстралига   | 16               | 5                | 2                | 7                | +3               | 22               | —        | —        | —        | —        | —        | —        |
| 2007/08         | Энергия             | Ч. Экстралига   | 51               | 6                | 9                | 15               | +8               | 28               | 19       | 10       | 2        | 12       | +8       | 2        |
| 2008/09         | Энергия             | Ч. Экстралига   | 47               | 15               | 11               | 26               | -9               | 22               | 13       | 2        | 2        | 4        | +1       | 4        |
| 2009/10         | Энергия             | Ч. Экстралига   | 44               | 8                | 10               | 18               | -4               | 14               | —        | —        | —        | —        | —        | —        |
| 2009/10         | Злин                | Ч. Экстралига   | 8                | 2                | 4                | 6                | +4               | 12               | 6        | 1        | 4        | 5        | --       | 4        |
| 2010/11         | Кошице              | С. Экстралига   | 55               | 14               | 32               | 46               | +43              | 38               | 14       | 5        | 8        | 13       | +21      | 22       |
| 2011/12         | Лев                 | КХЛ             | 39               | 10               | 6                | 16               | +7               | 14               | —        | —        | —        | —        | —        | —        |
| 2011/12         | Кошице              | С. Экстралига   | —                | —                | —                | —                | —                | —                | —        | —        | —        | —        | —        | —        |
| Всего в КХЛ     | Всего в КХЛ         | Всего в КХЛ     | 39               | 10               | 6                | 16               | +7               | 14               | —        | —        | —        | —        | —        | —        |
| Всего в карьере | Всего в карьере     | Всего в карьере | 728              | 184              | 208              | 392              | +80              | 399              | 89       | 24       | 21       | 45       | +23      | 42       |

1 — Переходный турнир.

### Международная
| Турнир   | Место | Игр | Г | П | Очк | +/- | Штр |
| -------- | ----- | --- | - | - | --- | --- | --- |
| ЮЧЕ-1998 | 4     | 6   | 4 | 2 | 6   | +5  | 8   |
| МЧМ-2000 |       | 7   | 5 | 1 | 6   | +7  | 2   |